# 섹스의 목적-감독판
"섹스의 목적-감독판"는 2017년에 개봉한 대한민국의 영화이다.

## 캐스팅
- 이민
- 영웅
- 전신혜
- 지성